# Rover 75
El Rover 75 fou un model d'automòbil del segment E anglés produït pel grup Rover i més tard pel grup MG Rover i comercialitzat per la marca Rover. Comercialitzat durant només una generació o només sis anys, el 75 estava disponible amb carrosseria berlina de quatre portes o familiar, sempre en tracció davantera. Les últimes versions també incloïen una versió amb xassis allargat i una amb motor V8 i tracció al darrere. L'any 2001, l'altra marca del grup, MG, va llançar l'MG ZT, model basat en el 75. Hi va haver un prototip de Rover 75 Coupé, però mai va produir-se.
El Rover 75 es va produir a l'antiga fàbrica de Morris a Cowley, Oxford només un any. Després que la BMW venguera el grup Rover, la producció del 75 es traslladà a l'antiga fàbrica d'Austin a Longbridge, Birmingham, llavors propietat del nou grup MG Rover.
El Rover 75 va debutar al Saló Internacional de l'Automòbil Britànic a Birmingham, i les primeres comandes començaren a servir-se el febrer de 1999. Quan el grup MG Rover entrà en fallida l'any 2005, el 75 va deixar de produir-se, sent així l'última berlina de la marca Rover. No obstant això, es continuà produint a la República Popular Xinesa (RPX) entre els anys 2006 i 2016 com a Roewe 750.